# Juliana Bernes
Juliana Bernes (1400 k. – 1460 u.) angol heraldikai, solymászati, vadászati író.  A neve előfordul Julianna Berners, Barnes, Bärnes Julia alakban is.

## Élete
Valószínűleg a St Albans melletti Sopwell apácazárda priornője volt. Talán az udvarban nevelkedett, és innen ered szeretete a solymászat és a vadászat iránt. A feltételezések szerint az 1386-ban lefejezett Sir James Barnes, II. Richárd kegyencének a lánya volt. Őt tartják a Boke of Saint Albans címen ismert könyv szerzőjének, melynek ritka kéziratát 1486-ban nyomtatta ki egy ismeretlen iskolamester St Albansben. Bernd szerint ez volt az első nyomtatott heraldikai tankönyv. Wynkyn de Worde hasonmás kiadását J Haslewood adta ki (London, 1811). Az eredeti első kiadásnak csak három teljes példánya ismert. Hasonmása The Book of St. Albans címmel, William Blades előszavával 1881-ben jelent meg.
Műve több kisebb értekezésből áll az úri foglalatosságokról, mint a vadászat, halászat, lovászat és a heraldika. A III. fejezet foglalkozik a címerekkel. Inkább más műveket idéz, és nem volt olyan eredeti gondolkodó, mint Christine de Pisan. 
A műnek magyar vonatkozásai is vannak.